# Serie C 2024-25
La Serie C 2024-25 fue la undécima edición de la Serie C, correspondiente al tercer nivel del fútbol italiano. Participaron 60 equipos divididos en tres grupos de 20, según proximidad geográfica.

## Ascensos y descensos
| Pos        | a la Serie B |
| ---------- | ------------ |
| 1.º (G. A) | Mantova      |
| 1.º (G. B) | Cesena       |
| 1.º (G. C) | Juve Stabia  |
| Prom.      | Carrarese    |

| Pos      | a la Serie C |
| -------- | ------------ |
| Play-off | Ternana      |
| 18.º     | Ascoli       |
| 19.º     | Feralpisalò  |
| 20.º     | Lecco        |